# Скаржиці (Нижньосілезьке воєводство)
Скаржиці (пол. Skarżyce) — село в Польщі, у гміні Стшеґом Свідницького повіту Нижньосілезького воєводства.
Населення — 65 осіб (2011).
У 1975-1998 роках село належало до Валбжиського воєводства.

## Демографія
Демографічна структура станом на 31 березня 2011 року:
|          | Загалом | Допрацездатний вік | Працездатний вік | Постпрацездатний вік |
| -------- | ------- | ------------------ | ---------------- | -------------------- |
| Чоловіки | 35      | 6                  | 25               | 4                    |
| Жінки    | 30      | 5                  | 19               | 6                    |
| Разом    | 65      | 11                 | 44               | 10                   |